# Auskragung

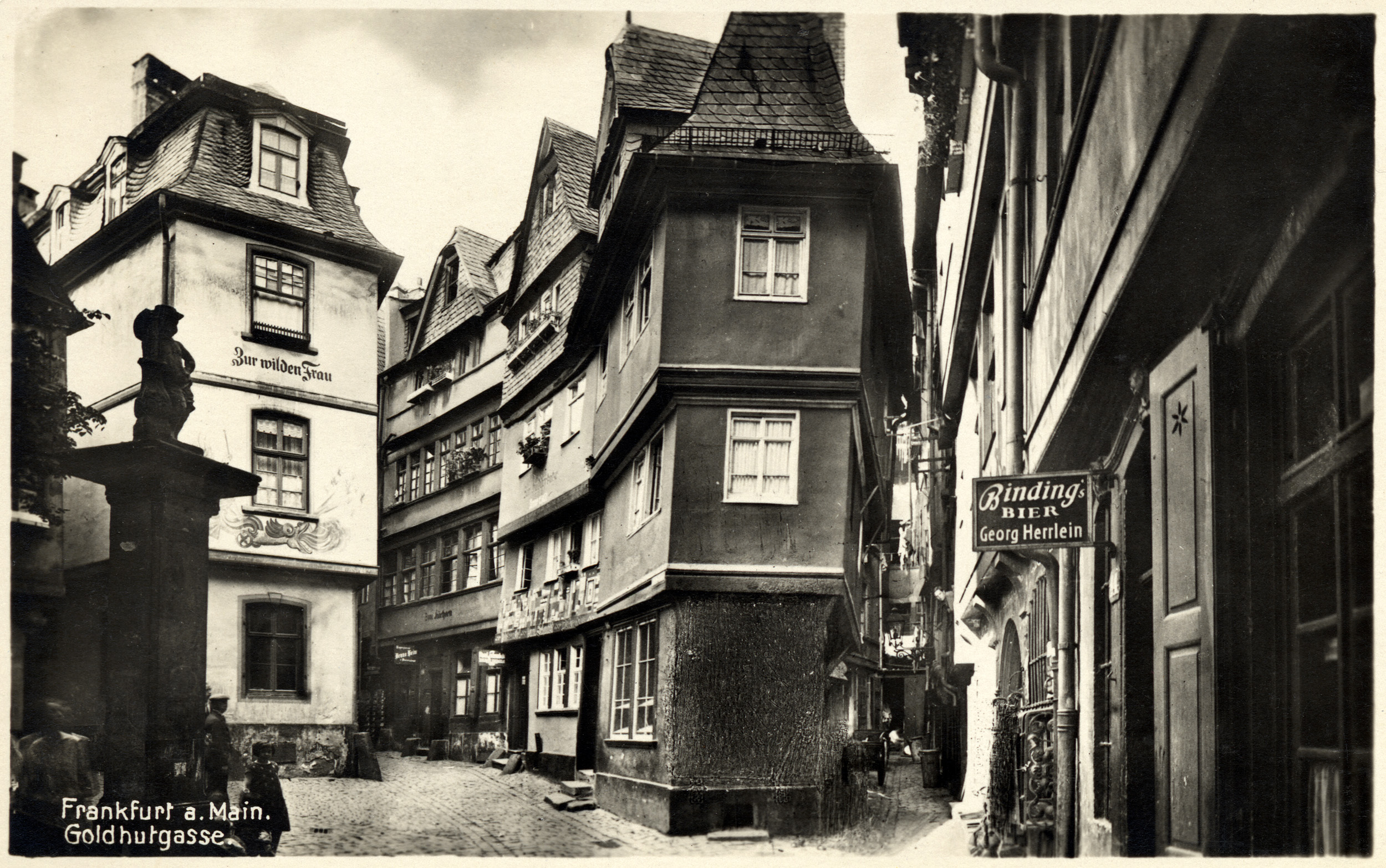
Stockwerks-Auskragung bei Fachwerkbauten am Fünffingerplätzchen in Frankfurt (vor 1945)

Als Auskragung, auch Vorkragung, bezeichnet man im Bauwesen das Vorspringen oder Hinausragen eines Bauteils über die Baufluchtlinie oder aus der Kubatur über die Grundfläche des Gebäudes hinaus. Bei dem Bauteil kann es sich um einen Erker, Balkon, ein ganzes Stockwerk oder Gebäudeteil oder aber auch ein Vordach handeln.
Eine weite Auskragung kann als eine gestalterische Geste wirken, die in der zeitgenössischen Architektur als einladendes Element eingesetzt wird.

## Beschreibung
Aus baustatischer Sicht spricht man von einem Kragträger. Bautechnisch kann die Auskragung durch auskragende Decken, Kragsteine, Konsolen oder im Mauerwerksbau durch abgetreppte Mauerschichten realisiert werden. Die heutige Bautechnik ermöglicht durch den Einsatz von komplexen Berechnungsmethoden und sehr belastbaren Materialien enorme Spannweiten.
Im Mittelalter wurde diese Technik häufig bei Fachwerkhäusern (im Stockwerkbau) verwendet, um bei geringer Grundfläche des Gebäudes in den oberen Stockwerken eine größere Fläche zu erhalten. Häufig wurde von Stockwerk zu Stockwerk weiter ausgekragt.
In der traditionellen Architektur in Nordgriechenland wird diese Auskragung Sachnisi genannt.

Beispiele
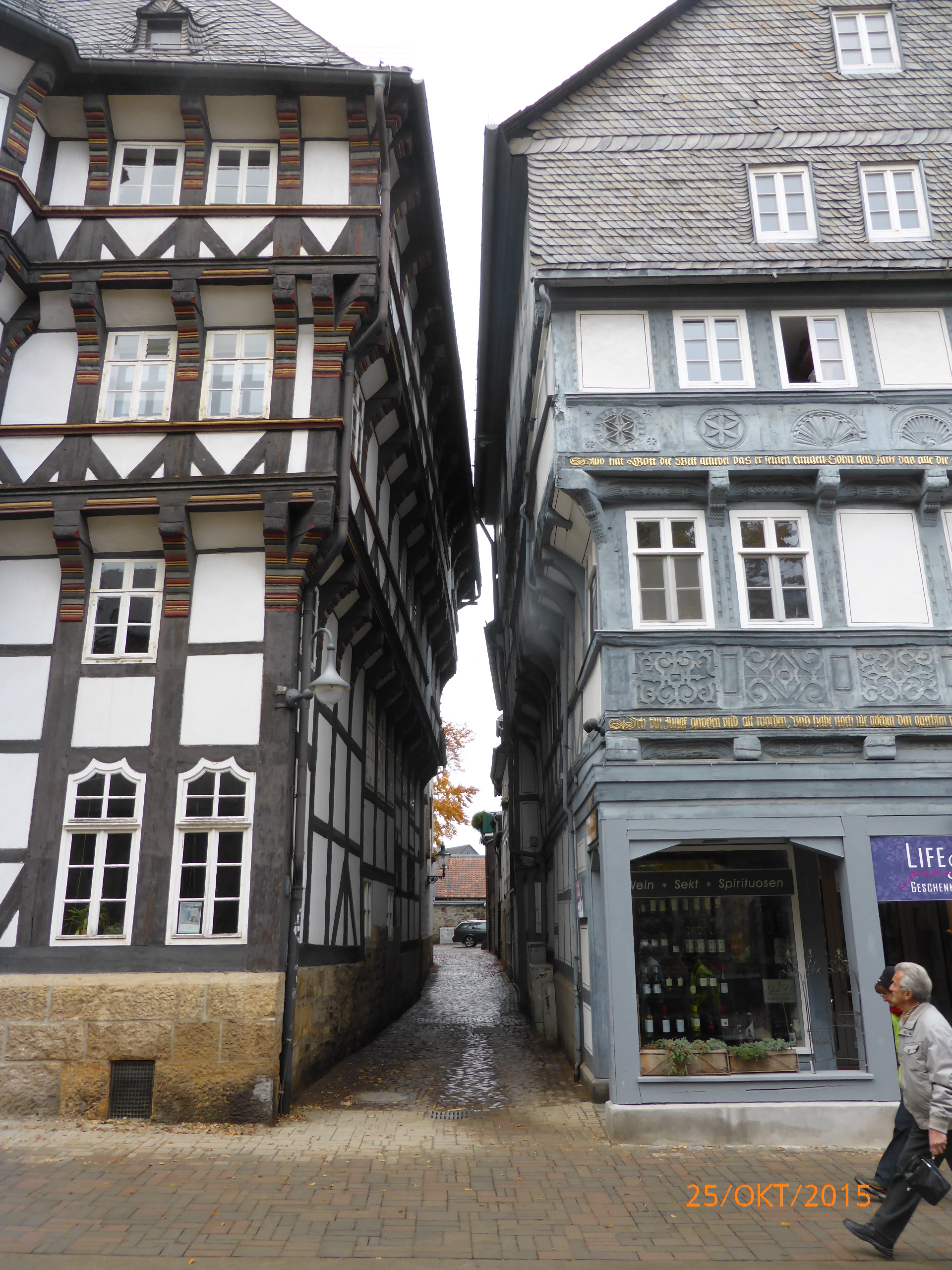
Mehrfache Auskragungen im Fachwerk-Stockwerksbau (Goslar)
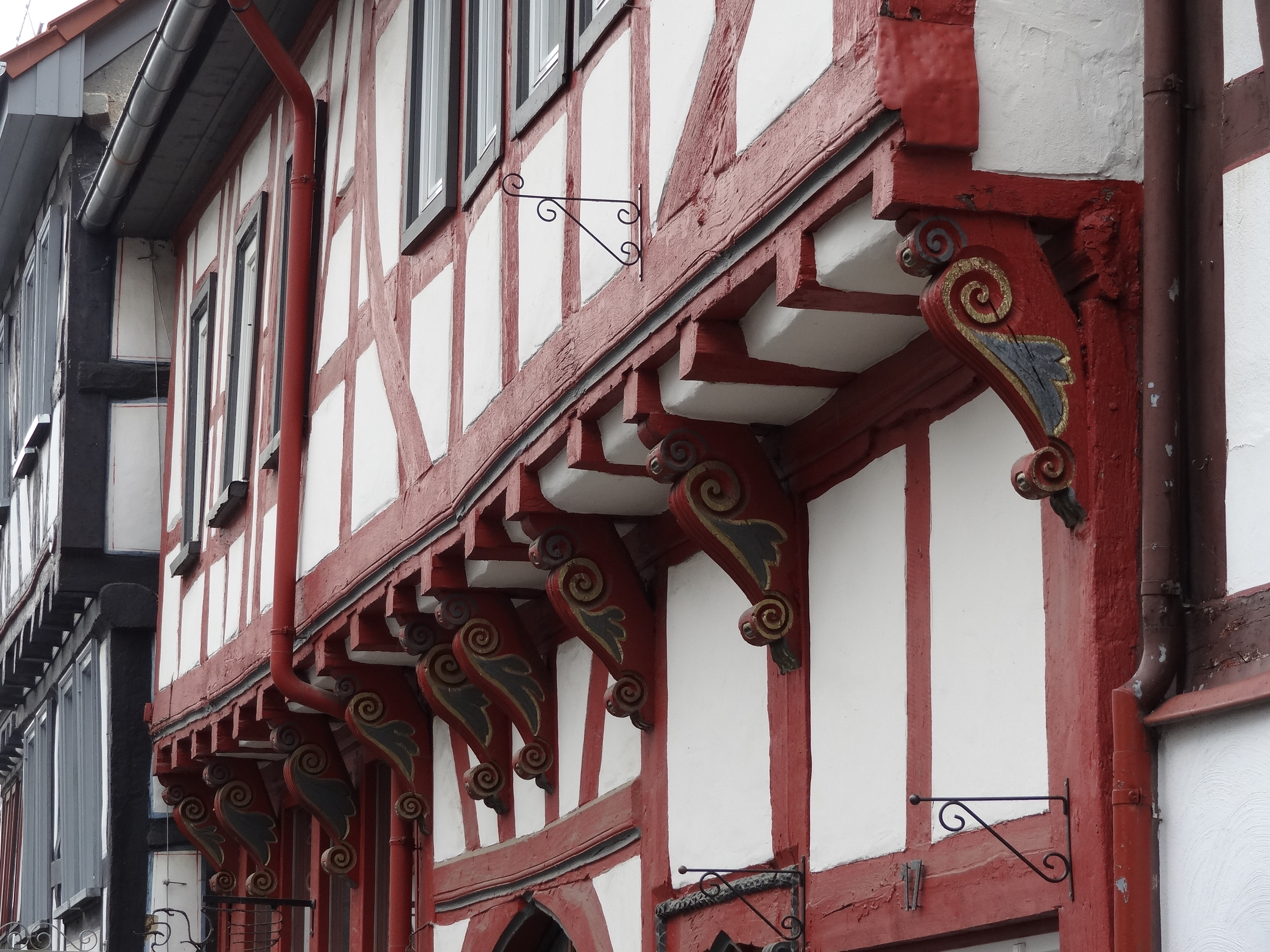
Fachwerk mit auskragendem oberem Stockwerk, zusätzlich mit Knaggen unterstützt (Lich, 17. Jahrhundert)
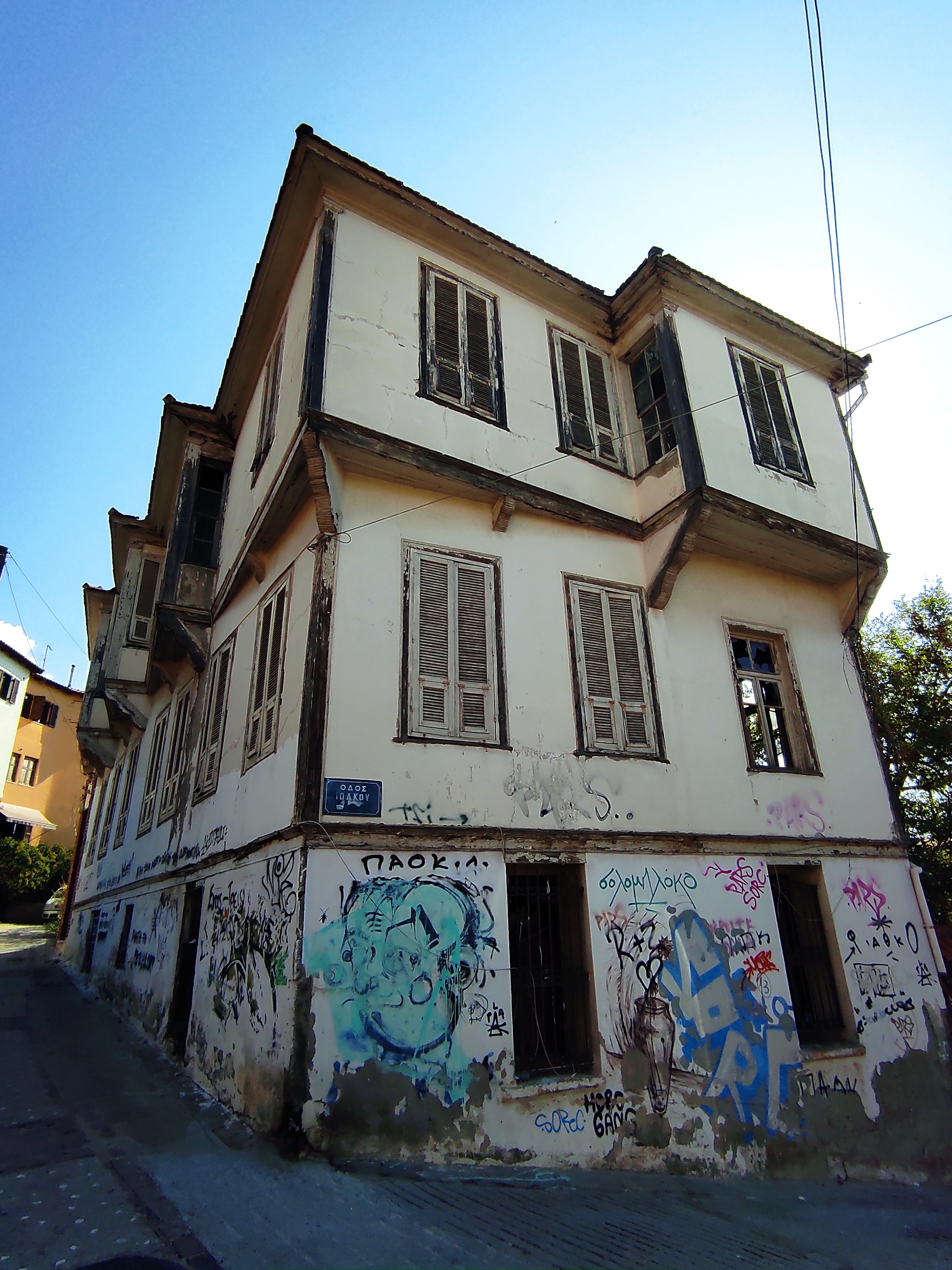
Haus mit Sachnisia (baulichen Auskragungen) in der Oberstadt von Thessaloniki
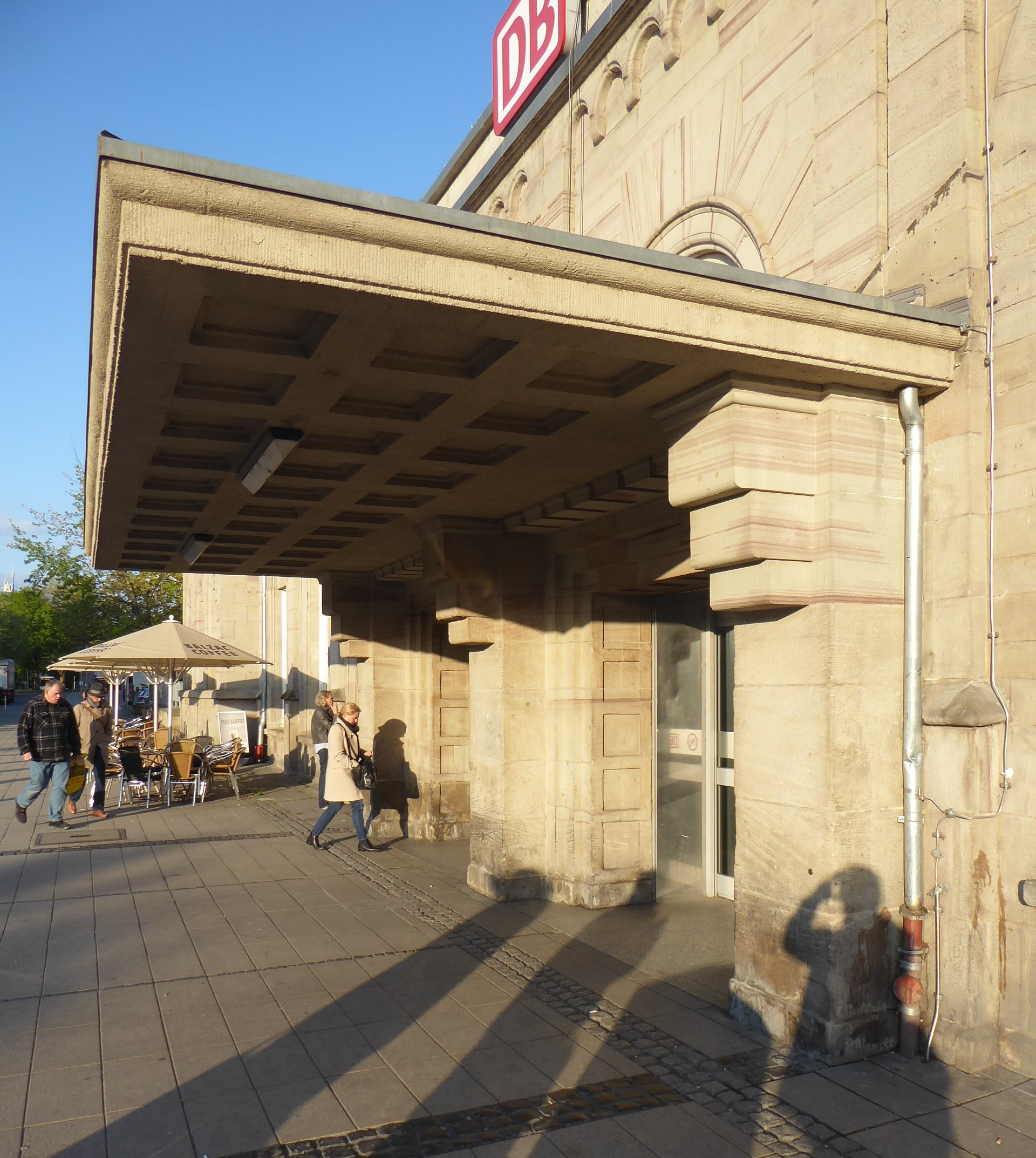
Auskragendes Vordach am Empfangsgebäude des Bahnhofs Göttingen
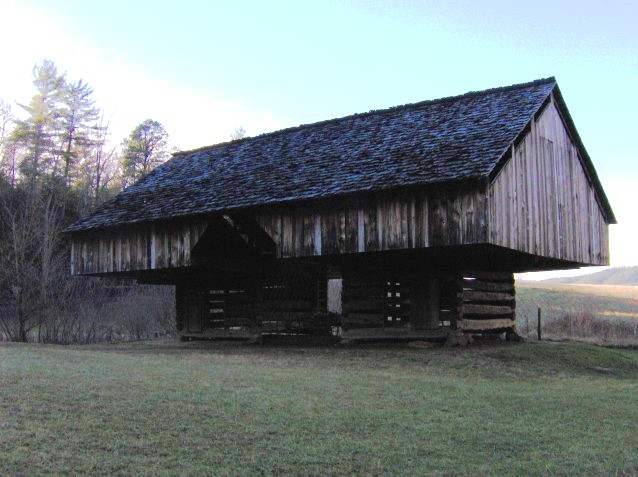
Scheune mit auskragendem Obergeschoss in Tennessee
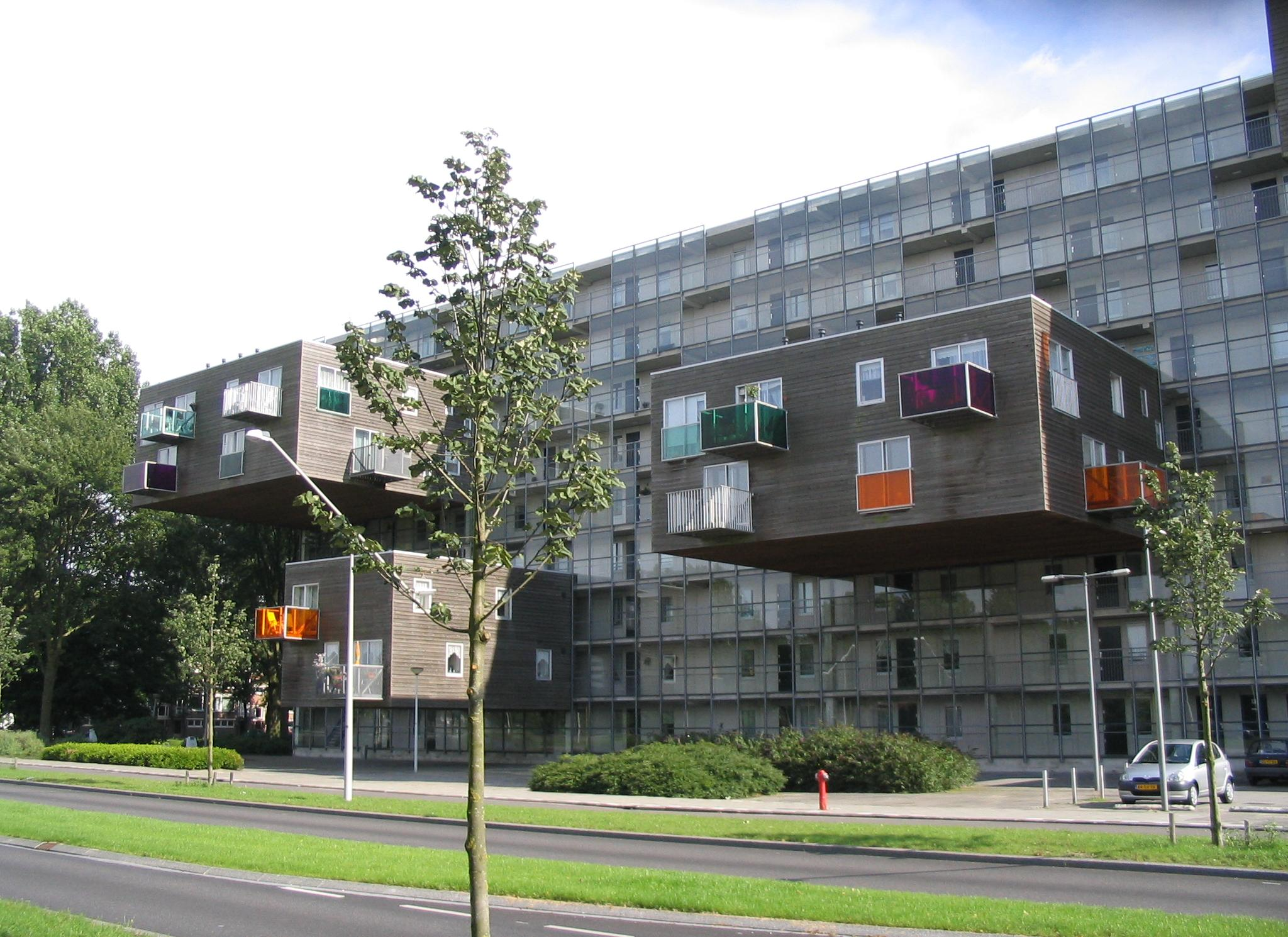
Auskragende Räume am Gebäude WOZOCO von MVRDV (1997)
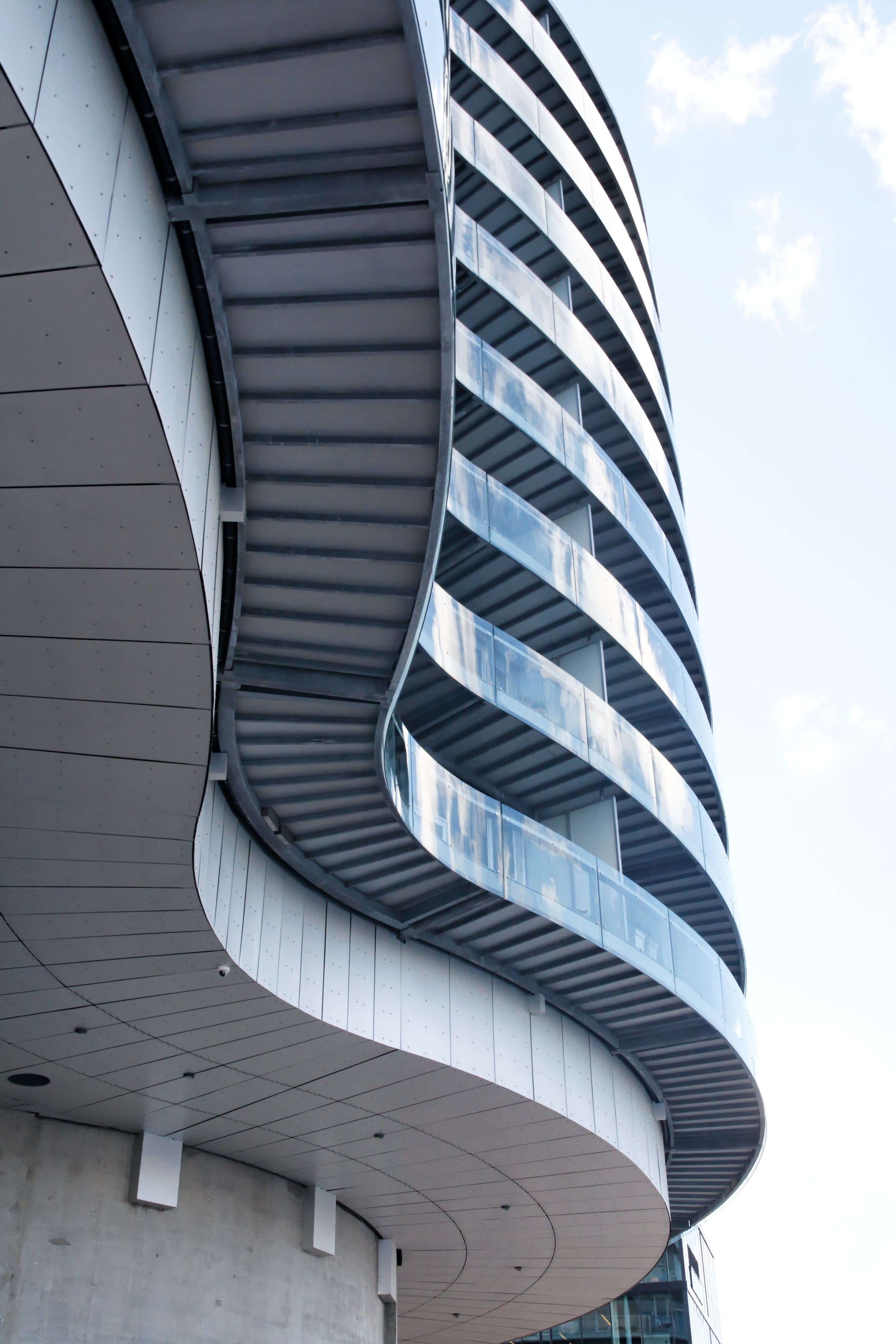
Auskragende Balkonbänder an der Gemini Residence, Kopenhagen (2005)
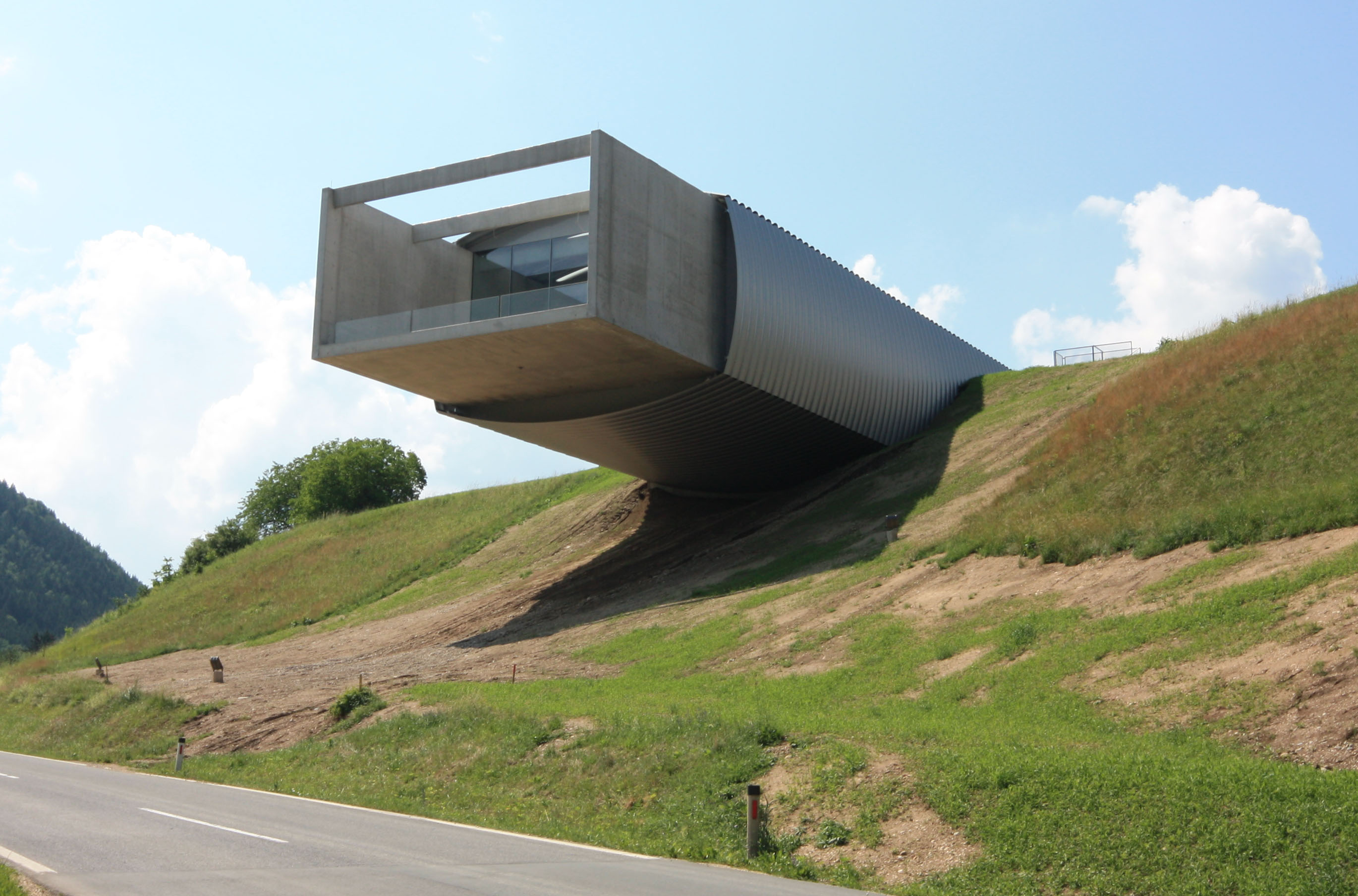
Auskragendes Bauteil des Museum Liaunig (2008)

### Bauphysikalische Probleme
Auskragende Bauteile, welche die Dämmebene eines Gebäudes durchbrechen, bilden Wärmebrücken und sind daher aus bauphysikalischer Sicht problematisch. Ein klassisches Beispiel sind Balkone aus Stahlbeton, die als Teil der Geschossdecke auskragen. Dieser Problematik ist mit geeigneten Maßnahmen (wie zum Beispiel Schöck-Isokorb oder umlaufender Dämmung) zu begegnen, um Bauschäden zu vermeiden.